# Fellering
Fellering é uma comuna francesa na região administrativa de Grande Leste, no departamento Alto Reno. Estende-se por uma área de 21,14 km². Em 2010 a comuna tinha 1 630 habitantes (densidade: 77,1 hab./km²).